# Team Novi Sad
Team Novi Sad (Servisch: Нови Сад) was een Servische 3×3-basketbalploeg die de stad Novi Sad vertegenwoordigde op internationale wedstrijden. Van 2015 tot 2018 speelde de ploeg onder de vlag van de Verenigde Arabische Emiraten.

## Geschiedenis
Team Novi Sad kende zijn start in 2013 en kende doorheen zijn bestaan meerdere ploegen maar een paar spelers waren een constante. Dusan Bulut was er alle seizoenen bij, Marko Zdero speelde sinds de start in 2013 tot en met 2019. Dejan Majstorovic en Marko Savić speelden al de seizoenen buiten het eerste. Voor de rest werd de ploeg aangevuld met Servische spelers. In 2013 wonnen ze de WT Praag en werden tweede in de finale van de World Tour. In 2014 won de ploeg opnieuw in Praag en wist aan het einde van het seizoen de finale te winnen. In 2015 werd het team hernoemd naar Team Novi Sad Al-Wahda en speelde onder de vlag van de Verenigde Arabische Emiraten, ondanks deze veranderingen bleef het team wel gewoon uit dezelfde spelers bestaan. In het eerste seizoen onder de nieuwe naam won de ploeg de WT Manila en WT Rio de Janeiro, in de finale won Novi Sad voor de tweede keer.
In 2016 kende het team opnieuw een goed seizoen en eindigde voor de derde keer op rij als eerste in de reguliere competitie. Ze wonnen de wedstrijden in Utsunomiya, Debrecen en Beijing. In de finale liep het echter mis en de ploeg strandde op een vierde plaats. Ook in 2017 domineerde de ploeg de World Tour en won de wedstrijden in Utsunomiya, Praag en Lausanne. Ze sloten het seizoen opnieuw af als nummer een maar verloren de finale en werden tweede. Novi Sad kende in 2018 zijn beste seizoen, ze domineerde van de start tot het einde van het seizoen en verloren geen enkele wedstrijd. Ze wonnen de WT-wedstrijden van Saskatoon, Praag, Lausanne, Debrecen en Hyderabad ondanks ongeslagen te zijn werden ze tweede in de algemene stand omdat ze niet alle wedstrijden hadden gespeeld. Ze wisten wel de finale te winnen voor een derde maal.
In 2019 ging de ploeg opnieuw onder Servische vlag spelen, ze eindigde derde in de reguliere competitie met twee World Tour overwinningen: Chengdu en Mexico-Stad. Ze wisten voor een vierde en laatste maal de finale te winnen. In het verkorte seizoen van 2020 eindigde de ploeg voor een eerste maal niet in de top drie na het reguliere seizoen en ook in de finale werd de ploeg vierde. Na het seizoen werd er bekend gemaakt dat de ploeg werd ontbonden. Dejan Majstorovic en Marko Savić sloten zich aan bij Team Ub, Tamás Ivosev stopte met 3x3-basketbal en Dusan Bulut ging spelen in de Amerikaanse Big3. De ploeg wordt gezien als een van de sterkste teams ooit, die jaren de World Tour domineerde.

## Spelers
- 2013: Nebojsa Boskovic, Dusan Bulut, Nikola Ugrica, Marko Zdero[4]
- 2014: Dusan Bulut, Dejan Majstorovic, Marko Savić, Marko Zdero[5]
- 2015: Dusan Bulut, Dejan Majstorovic, Marko Savić, Marko Zdero[6]
- 2016: Dusan Bulut, Marko Dugosija, Dejan Majstorovic, Marko Savić, Marko Zdero[7]
- 2017: Dusan Bulut, Dejan Majstorovic, Nikola Pavlovic, Marko Savić, Marko Zdero[8]
- 2018: Dusan Bulut, Tamás Ivosev, Dejan Majstorovic, Marko Savić, Marko Zdero[9]
- 2019: Dusan Bulut, Tamás Ivosev, Dejan Majstorovic, Marko Savić, Marko Zdero[10]
- 2020: Nebojsa Boskovic, Dusan Bulut, Tamás Ivosev, Dejan Majstorovic, Dušan Samardžić, Marko Savić[11]

## World Tour Resultaten
| Jaar | Punten | Positie | Finale | Overwinningen                                   |
| ---- | ------ | ------- | ------ | ----------------------------------------------- |
| 2013 | 100    | Brons   | Zilver | Praag                                           |
| 2014 | 100    | Goud    | Goud   | Praag                                           |
| 2015 | 310    | Goud    | Goud   | Manila, Rio de Janeiro                          |
| 2016 | 370    | Goud    | 4e     | Utsunomiya, Debrecen, Beijing                   |
| 2017 | 465    | Goud    | Zilver | Utsunomiya, Praag, Lausanne                     |
| 2018 | 500    | Zilver  | Goud   | Saskatoon, Praag, Lausanne, Debrecen, Hyderabad |
| 2019 | 555    | Brons   | Goud   | Chengdu, Mexico-Stad                            |
| 2020 | 170    | 4e      | 4e     |                                                 |